# Frontline Club

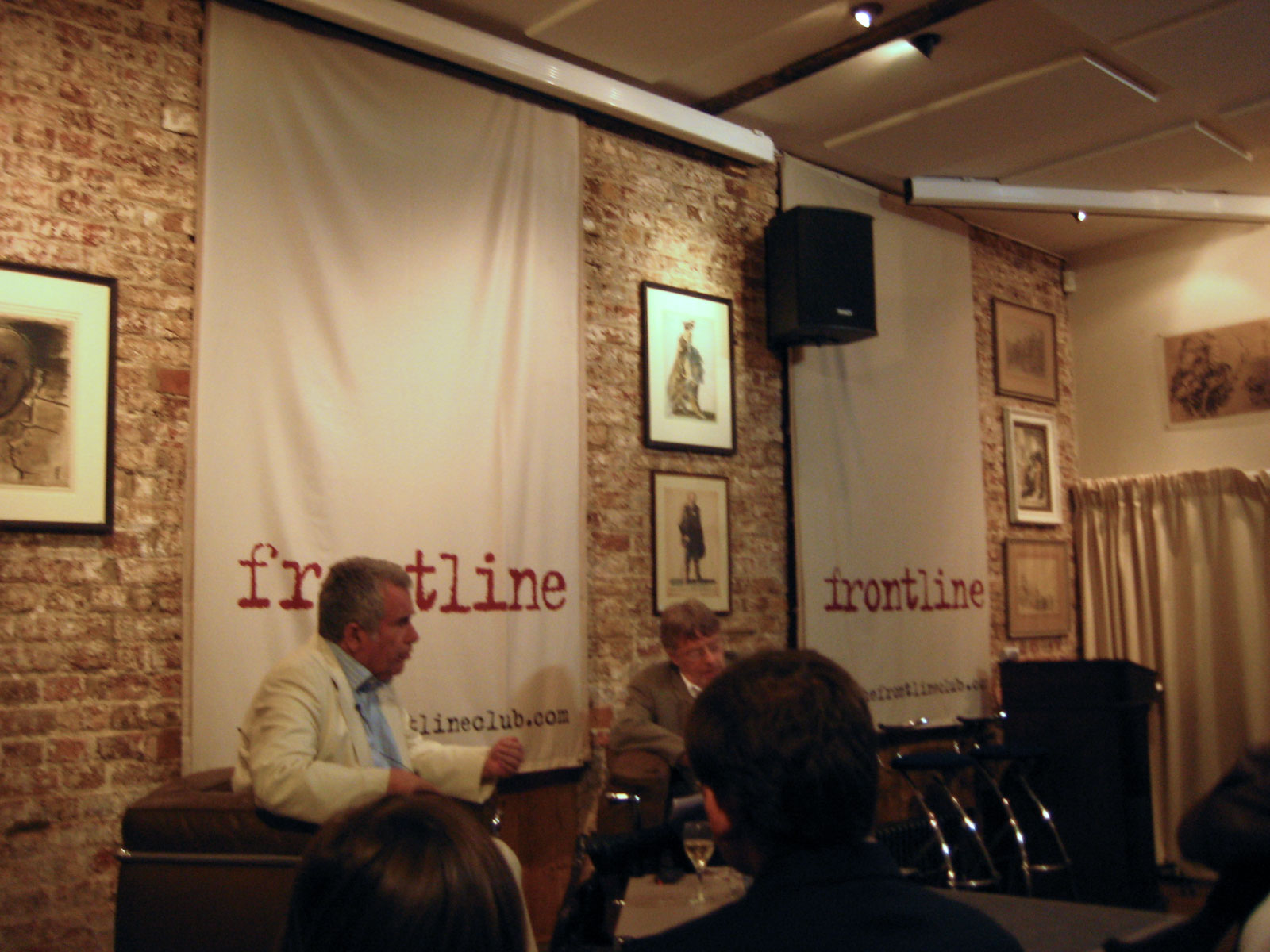
Der ehemalige Kriegsreporter Martin Bell spricht vor dem Frontline Club

Der Frontline Club ist ein Club für Medienschaffende in der Nähe des Londoner Bahnhofs Paddington. Der Club zielt darauf ab, unabhängigen Journalismus zu fördern. Der Schwerpunkt liegt auf Kriegsberichterstattung.

## Werdegang
Der Club wurde 2003 von Vaughan Smith gegründet. Smith sei es leid gewesen, seine Freunde nur bei Beerdigungen von Kollegen zu treffen, die als Reporter im Krieg umgekommen waren. Seit 2006 ist der Club eine eingetragene wohltätige Vereinigung. Inzwischen zählt er 1500 Mitglieder. Der Club führt über 200 Vorträge und Vorführungen pro Jahr durch und dient als Forum, um sich auszutauschen, zu diskutieren, zu debattieren und sich inspirieren zu lassen. Ehemalige Referenten waren u. a. John Simpson, Robert Fisk, Jeremy Paxman, Jeremy Bowen, Gillian Tett, Christina Lamb, Benazir Bhutto, Boris Beresowski, Alexander Litwinenko, und seine Witwe Marina Litwinenko. 
Neben den Räumen für Mitglieder gibt es auch ein öffentliches Restaurant, zwei Schlafzimmer und einen Konferenzraum. Diesen benutzte Julian Assange Ende Juli 2010, um brisante Dokumente über den Afghanistan-Krieg vorzustellen. Später fand Assange im Frontline Club Unterschlupf vor der Polizei. Im Mai 2011 wurde ihm dort eine Goldmedaille für Frieden und Gerechtigkeit der australischen Sydney Peace Foundation, die auch den Sydney-Friedenspreis verleiht, übergeben. Im Januar 2011 hatte der Schweizer Whistleblower Rudolf Elmer im Frontline Club eine Pressekonferenz abgehalten, bei der er Assange zwei Datenträger überreichte, die Kundendaten von Schweizer Banken enthalten sollten.